# Labastide-Beauvoir
Labastide-Beauvoir – miejscowość i gmina we Francji, w regionie Oksytania, w departamencie Górna Garonna.
Według danych na rok 1990 gminę zamieszkiwało 599 osób, a gęstość zaludnienia wynosiła 59 osób/km² (wśród 3020 gmin regionu Midi-Pireneje Labastide-Beauvoir plasuje się na 520. miejscu pod względem liczby ludności, natomiast pod względem powierzchni na miejscu 1074.).